# Melitaea higginsi
Melitaea higginsi är en fjärilsart som beskrevs av Sakai 1978. Melitaea higginsi ingår i släktet Melitaea och familjen praktfjärilar. Inga underarter finns listade i Catalogue of Life.